# Agence de l'informatique
L'Agence de l'Informatique (ADI), nouveau nom de l’Agence pour le développement des applications de l’informatique créée en septembre 1979, était un établissement public de l'État français, créé le 1er janvier 1980 et supprimé le 1er février 1987. Dotée d'un budget annuel d'environ 350 millions de francs, elle était chargée de promouvoir les nouveaux usages de l'informatique en France, ainsi que de développer la recherche et les projets pilotes.
À ce titre elle a notamment produit des documentaires, édité des revues sur l’état de l’informatisation en France et organisé des colloques.
Elle a notamment commandé à Jacques Rouxel, créateur des Shadoks, une série pédagogique intitulée Les Matics traitant de l'histoire de l'informatique et diffusée par TF1 en 1986.
Elle fut successivement présidée par Bernard Lorimy, Charlie Garrigues et Olivier Marec. Alain Geismar fut directeur général adjoint de 1984 à janvier 1987.
| Identité                       | Période          | Période          | Durée |
| Identité                       | Début            | Fin              | Durée |
| ------------------------------ | ---------------- | ---------------- | ----- |
| Bernard Lorimy (1933 - 2010)   | 10 décembre 1979 | 1982             | 3 ans |
| Charlie Garrigues (d)          | 29 juillet 1982  | 1984             | 2 ans |
| Olivier Marec (d) (né en 1948) | 1984             | 1er février 1987 | 3 ans |